# Run (canción de Foo Fighters)
«Run» es una canción y primer sencillo del noveno álbum de estudio de la banda estadounidense Foo Fighters, titulado Concrete and Gold, que fue estrenado el 1 de junio de 2017, El álbum debutó como #1 en el Billboard 200 siendo la segunda vez que la banda logra esto, ya que lo había conseguido anteriormente con el álbum Wasting Light lanzado en el año 2011.

## Composición
Esta canción es del género hard rock y heavy metal. La canción empieza con una introducción melódica de guitarra, luego se une la voz en limpio de Dave Grohl, más adelante se une la batería de Taylor Hawkings que hace que la canción aumente el nivel de intensidad progresivamente, hasta llegar a un punto donde la canción explota y da paso a un riff de guitarra eléctrica con distorsión, para los versos Dave Grohl los canta ejecutando screaming, que son acompañados por la batería de Taylor Hawkins, la guitarra eléctrica de Chris Shiflett y la guitarra acústica de Pat Smear, que crea sin duda una canción pegajosa y explosiva.

## Recepción
La canción fue generalmente bien recibida después de su lanzamiento, y muchos periodistas elogiaron a la banda por mantener su sonido de rock de alta energía con la canción, mientras llevaban más de veinte años en su carrera. La gente elogió la canción por ser "un regreso al rock a toda velocidad. Como lo mejor de Foo Fighters, es difícil y ocasionalmente hilarante". De manera similar, NPR elogió la canción por ser "un poco divertido y ridículo de tontería viral "y concluyó" «Run» en sí no es una broma: ocho (y tal vez pronto serán nueve) álbumes en su carrera en Foo Fighters, Grohl todavía llora con la fuerza contagiosamente desquiciada de un niño un tercio de su edad". Loudwire llamado la canción la octava mejor canción de hard rock de 2017. El sencillo tuvo las ventas más altas en el primer día de todos los sencillos anteriores de la banda. 
La revista SPIN proclamó "Run" como un "estruendoso single principal" y un "juego galopante de heavy metal Red Light, Green Light". 
La canción recibió dos nominaciones al premio Grammy por Mejor Canción de Rock y Mejor Interpretación de Rock.

## Posicionamiento en lista
| Lista (2017)                                | Posiciones |
| ------------------------------------------- | ---------- |
| Australia (ARIA)                            | 53         |
| Bélgica (Flandes) (Ultratip Bubbling Under) | 9          |
| Canadá (Canadian Hot 100)                   | 76         |
| Canadá Rock (Billboard)                     | 2          |
| Finlandia (OFC)                             | 11         |
| Francia (SNEP)                              | 106        |
| Hungría (Rádiós Top 40)                     | 10         |
| México Ingles Airplay (Billboard)           | 28         |
| Netherlands Single Tip (MegaCharts)         | 23         |
| New Zealand Heatseekers (RMNZ)              | 2          |
| Poland (LP3)                                | 9          |
| Escocia (Scottish Singles Sales Chart)      | 34         |
| España (Top 100 Canciones)                  | 41         |
| Suiza (Schweizer Hitparade)                 | 79         |
| Estados Unidos (Digital Songs)              | 43         |